# SOS-ORF
SOS-ORF ist eine unabhängige und überparteiliche österreichische Bürgerinitiative, die seit Mai 2006 im Internet Unterschriften für eine qualitative Besserung des Programmes des öffentlich-rechtlichen österreichischen Rundfunks (ORF), die Neustrukturierung der Redaktionen im Bereich der Fernsehinformation und das Ende politischer Einflussnahme sammelt.

## Zielsetzungen
Die Initiatoren um Alfred J. Noll, der bereits einer der Initiatoren des Volksbegehrens „Sozialstaat Österreich“ war, vertreten die Ansicht, dass der Österreichische Rundfunk in den letzten Jahren zunehmend an Qualität verloren hat und der Druck und Einfluss der Regierungsparteien stetig zunehme („...die Regierung muss daran erinnert werden, dass ihr der ORF nicht gehört“).
Die Leitung des öffentlich-rechtlichen Rundfunks soll durch SOS-ORF daran erinnert werden, dass sie den Auftrag zu einer qualitätsvollen und politisch unabhängigen Programmgestaltung hat. Ein weiterer Kritikpunkt ist die Strukturierung der Redaktionen im Informationsbereich, die eine kritische und selbständige Arbeit der Journalisten kaum mehr ermögliche („Kritischer Journalismus muss von den MitarbeiterInnen und Mitarbeitern mühsam erkämpft werden“).
Gefordert wird weiters ein „unabhängiger und kompetenter Aufsichtsrat, der keine Parteiaufträge entgegennimmt“, sowie, in Hinblick auf die am 17. August 2006 stattfindende Wahl des ORF-Generaldirektors, ein „öffentliches Hearing für die Position der Generaldirektor/in, der Infodirektor/in, der Programmdirektor/in, um qualifizierten Kandidat/innen eine faire Chance zu geben.“

## Initiatoren und Unterstützer
In der online-Unterschriftenliste hatten sich bis zum 11. Juli 2006 mehr als 71.000 Personen eingetragen. Unter anderem:
- Klaus Bachler (Intendant des Burgtheaters)
- Luc Bondy (Regisseur, Intendant der Wiener Festwochen)
- Klaus Maria Brandauer (Schauspieler)
- Barbara Coudenhove-Kalergi (Journalistin)
- Moritz Csáky (Historiker und Kulturwissenschaftler)
- Fritz Csoklich (ehem. Chefredakteur der Kleinen Zeitung)
- Hubertus Czernin (Journalist und Verleger)
- Georg Danzer (Musiker)
- Alfred Dorfer (Kabarettist)
- Paul Flora (Zeichner, Karikaturist, Grafiker und Illustrator)
- Franzobel (Schriftsteller)
- Barbara Frischmuth (Schriftstellerin)
- Wolf Haas (Schriftsteller)
- Gerhard Haderer (Kabarettist)
- Brigitte Hamann (Historikerin)
- Josef Haslinger (Schriftsteller)
- André Heller (Künstler und Impresario)
- Peter Henisch (Schriftsteller und Journalist)
- Peter Huemer (Historiker, Journalist, ehem. ORF-Hörfunkleiter)
- Gerhard Jagschitz (Historiker)
- Elfriede Jelinek (Schriftstellerin, Literatur-Nobelpreisträgerin 2004)
- Michael Köhlmeier (Schriftsteller)
- Herbert Krejci (ehem. Generalsekretär der Industriellenvereinigung)
- Ferdinand Lacina (Bundesminister a. D.)
- Michael Landau (Präsident der österreichischen Caritas)
- Sigrid Löffler (Publizistin, Literaturkritikerin)
- Freda Meissner-Blau (Publizistin, Mitgründerin von österreichischen Grünen)
- Robert Menasse (Schriftsteller)
- Rubina Möhring (Vizepräsident von Reporter ohne Grenzen)
- Ariel Muzicant (Präsident der Israelitischen Kultusgemeinde Wien)
- Heinrich Neisser (Politikwissenschaftler, ehem. zweiter Nationalratspräsident)
- Christine Nöstlinger (Schriftstellerin)
- Günther Paal (Kabarettist)
- Anton Pelinka (Politikwissenschaftler)
- Hermes Phettberg (Künstler, Schauspieler, Autor, Talkmaster)
- Teddy Podgorski (Schauspieler, Journalist, ehem. Generalintendant des ORF)
- Doron Rabinovici (Schriftsteller)
- Willi Resetarits (Sänger, Kabarettist, Mitbegründer u. a. von SOS Mitmensch)
- Anneliese Rohrer (Journalistin)
- Gerhard Roth (Schriftsteller)
- Hubert Sauper (Filmregisseur)
- Wendelin Schmidt-Dengler (Literatur- und Sprachwissenschaftler)
- Werner Schneyder (Kabarettist und Sportmoderator)
- Rudolf Scholten (Vorstandsmitglied der Oesterreichischen Kontrollbank, Bundesminister a. D.)
- Helmut Schüller (kath. Priester, ehem. Präsident der österreichischen Caritas)
- Xaver Schwarzenberger (Kameramann und Regisseur)
- Marlene Streeruwitz (Schriftstellerin)
- Peter Turrini (Schriftsteller)

## Auslöser
Auslöser für die Initiative war eine Rede des ZiB-2-Moderators Armin Wolf, der in seiner Rede nach Erhalt des Robert-Hochner-Preises am 17. Mai 2006, die derzeitigen Zustände im ORF scharf kritisierte. Wolf sprach von einem De-facto-Monopol des ORF in der Fernsehinformation über österreichische Politik, „weil die wenige politische Information über Österreich, die von der kommerziellen Konkurrenz angeboten wird, kaum Zuseher findet.“ Daher sei ein maximaler innerer Pluralismus geboten, den Wolf im ORF vermisst. Es fehle an unabhängigen Sendungsredaktionen „mit eigenen Redakteuren und Reportern und mit echten, tatsächlich entscheidungsbefugten Sendungsverantwortlichen, die nicht nur so heißen, sondern die auch tatsächlich verantwortlich sind“. Wolf forderte einen „internen Wettbewerb und die daraus entstehende Vielfalt an Inhalten und Meinungen“, nur dadurch lasse sich „in einer funktionierenden Demokratie ein De-facto-Monopol rechtfertigen“.
Er sprach weiterhin von „nahezu hemmungsloser Einflussnahme der Politik auf den ORF“, die kein neues Phänomen sei. „Aber seit der so genannten 'Wende'“, dem Amtsantritt der ÖVP-FPÖ/BZÖ-Koalition im Februar 2000, „und ganz besonders seit 2002 ist es nochmal anders: Heute dominiert nur mehr ein politisches Lager. Und vom Gleichgewicht ist nur mehr der Schrecken geblieben.“ Abschließend stellte er die Forderung: „Bei der Entscheidung, wer im ORF in den nächsten Jahren führende Positionen einnehmen wird, sollte letztlich nur eine Überlegung wichtig sein: Wer ist in der Lage, das beste, informativste, klügste, spannendste, vielfältigste und insgesamt aufregendste Programm zu machen?“

## Sonstiges
Parallel zu SOS-ORF starteten Die Grünen eine eigene Internet-Unterschriftenaktion unter dem Titel Rettet den ORF. Mehrere Grüne Mandatare haben sich aber auch als Unterstützer in der überparteilichen Initiative eingetragen (Alexander Van der Bellen, Peter Pilz, Therezija Stoisits, Johannes Voggenhuber).